# Закон Генри
Зако́н Ге́нри, Закон Генри — Дальтона — закон, по которому при постоянной температуре растворимость (концентрация) газа в данной жидкости прямо пропорциональна давлению этого газа над раствором. Закон пригоден лишь для идеальных и предельно разбавленных реальных растворов и невысоких давлений.
Закон описан английским химиком У. Генри в 1803 г.

## Формула
Закон Генри записывается обычно следующим образом:
{\displaystyle S=kp}
где:
{\displaystyle p} — парциальное давление газа над раствором, Па ;
{\displaystyle S} — молярная концентрация газа в растворе, моль/л , г/л :
Невозможно разобрать выражение (SVG (MathML можно включить с помощью плагина для браузера): Недопустимый ответ («Math extension cannot connect to Restbase.») от сервера «http://localhost:6011/ru.wikipedia.org/v1/»:): {\displaystyle k}
  — константа Генри (const растворимости), моль/(Па*л), коэффициент зависит от природы газа и растворителя, а также от температуры.
Различные константы Генри могут быть преобразованы друг в друга, например
{\displaystyle k_{\mathrm {H,cp} }={\frac {1}{k_{\mathrm {H,pc} }}}}
или
{\displaystyle k_{\mathrm {H,cp} }={\frac {k_{\mathrm {H,cc} }}{R\cdot T}}}
при этом R универсальная газовая постоянная и T температура системы .

## Значение Закона Генри
1. Объясняет причины кессонной болезни;
2. Обосновывает применение барокамеры: Система общей и местной кислородной терапии открытых ран. Основа действия — циклическое повышение давления увлажненного кислорода, за счёт чего увеличивается градиент тканевой диффузии кислорода. Подавляется не только рост анаэробной инфекции — усиливается синтез коллагена, ангиогенез, значительно улучшается работа лейкоцитов. Барокамера применяется для лечения язв, ожогов, обморожений, последствий синдрома длительного сдавления.

## Публикации
- William Henry: Experiments on the Quantity of Gases Absorbed by Water, at Different Temperatures, and under Different Pressures. Phil. Trans. R. Soc. Lond. January 1, 1803 93:29-274; doi:10.1098/rstl.1803.0004 (текст)